# Fred Rosner
Pour les articles homonymes, voir Rosner.
Fred Rosner, né le 3 octobre 1935 à Berlin, en Allemagne et mort le 10 juillet 2024,  est un médecin américain d'origine allemande, juif orthodoxe, professeur de médecine à Mount Sinai School of Medicine à New York, directeur du département de médecine du  Queens Hospital Center. Il est un expert en éthique médicale juive.

## Biographie
Fred Rosner est né le 3 octobre 1935 à Berlin, en Allemagne. À l'âge de 3 ans, avec son frère, il quitte l'Allemagne pour le Royaume-Uni par le dernier bateau affrété pour le Kindertransport.

### New York
Après la Seconde Guerre mondiale, il immigre aux États-Unis. 
Il étudie à l'université Yeshiva de New York. Il finit ses études de médecine (M.D.) au Albert Einstein College of Medicine, avec la première classe terminale de 1959.

### Mort
Fred Rosner meurt le 10 juillet 2024.

## Œuvres
- (en) The Existence and Unity of God[2].
- (en) Encyclopedia of Jewish Medical Ethics.
- (en) Medicine in the Mishneh Torah of Maimonides.
- (en) Medicine and the Jewish Law.
- (en) Jewish Bioethics.
- (en) Encyclopedia of Medicine in the Bible and in the Talmud.
- (en) Moses Maimonides' Treatise on Resurrection.
- (en) Medical Encyclopedia of Moses Maimonides.
- (en) Maimonides' Commentary on the Mishnah. Tractate Sanhedrin.
- (en) Sex Ethics in the Writings of Moses Maimonides.
- (en) Modern Medicine and Jewish Ethics.
- (en) Contemporary Biomedical Ethical Issues and Jewish Law
- (en) Practical Medical Halachah.
- (en) The Medical Legacy of Moses Maimonides
- (en) Pioneers in Jewish Medical Ethics